# Мајка је била сјајан човек
Мајка је била сјајан човек : афричке женске приче је збирка приповедака објављена 1995. године у издању издавачке куће ДвадесетЧетврта из Београда. Избор прича је направила и превела Надежда Обрадовић, која је и аутор белешки о књижевницама које су заступљене у књизи.

## О приређивачу
Надежда Обрадовић је дипломирала језике на Филозофском факултету у Београду. Приредила је и превела неколико књижевних часописа који су посвећени афричкој књижевности. Приредила је преко сто емисија за радио канале посвећених углавном афричкој књижевности. Била је члан удружења за афричку књижевност, САД.

## Аутори приповедака
Ауторке приповедака које су заступљене у књизи су:
- Катрин Обиануџу Ачолону - Нигерија
- Беси Хед - Боцвана
- Грејс Огот - Кенија
- Навал ел Садави - Египат
- Алифа Рифат - Египат
- Асаи Џебар - Алжир
- Синдиве Магона - Јужноафричка Република
- Лина Магаиа - Мозамбик
- Карен Кинг-Арибисала - Нигерија
- Хури Хамонд - Јужноафричка Република
- Навал ел Садави - Египат
- Саида Хаџи-Дири Херзи - Сомалија
- Ама Ата Ајду - Гана
- Барбара Кимениј - Уганда
- Салва Бакр - Египат

## О књизи
Књига Мајка је била сјајан човек обухвата шеснаест текстова из пера афричких књижевница из Алжира, Боцване, Гане, Египта, Јужноафричке Републике, Кеније, Мозамбика, Нигерије, Сомалије и Уганде.

## Приче
Књига садржи шеснаест прича:
- Мајка је била сјајан човек - Катрин Обиануџу Ачолону (Прича је заснована на животу ауторкине бабе и уврштена је у збирку Хајнеманова књига текстова афричких жена, објављена 1993. године)

- Љубавници - Беси Хед

- Сакупљачица блага - Беси Хед (Прича је преузета из збирке прича Сакупљачица блага, објављена 1977. године)
- Земља без грмљавине- Грејс Огот (Прича је преузета из збирке Земља без грмљавине, објављена 1968. године на енглеском језику)

- Очи - Навал ел Садави (Прича је базирана на истинитом догађају - у пролеће 1988. године је једну младу жену довео њен отац код Невале ел Садави као психијатарке. Отац је био строг према ћерки, дозвољавајући јој да ради ван куће под условом да буде потпуно изолована од мушкараца. Млада жена је нашла иделани посао у подруму малог музеја који нико никада није посећивао. Прича је преузета из часописа Индекс о цензури, објављена 1989. године на енглеском језику)

- Баијине очи - Алифа Рифат (Прича је преузета из збирке Далеки поглед на минаре, објављена 1985. године на енглеском језику у Лондону)

- Мој отац пише мојој мајци - Асаи Џебар (Прича је преузета из збирке прича Љубав, фантазија и Сенка султана објављена у Америци на енглеском језику 1994. године)

- Била је ускршња недеља оног дана када сам отишла у Нетрег - Синдиве Магона (Прича је преузета из збирке Живећи, волећи и лежећи будна ноћу, објављена 1991. године у Јужноафричкој Републици на енглеском језику)

- Мадалена се вратила из ропства - Лина Магаиа (Прича је преузета из збирке Хајнеманова књига текстова афричких жена, коју је приредила Американка Шарлот Х. Брунер 1993. године. Написана на португалском, а преведена са енглеског језика)

- Мама Титиола - Карен Кинг-Арибисала (Прича је преузета из збирке Наша жена и друге приче, објављена 1990. године)

- Чин љубави - Хури Хамонд (Прича је преузета из Збирке награђених прича и песама, коју је удружење јужноафричких књижевника објавило 1989. године на енглеском језику)

- Она је била слабија - Навал ел Садави (Прича је написана у оригиналу на арапском језику. Преузета из збирке Хајнеманова књига текстова арапских жена, објављена 1993. године, на енглеском језику)

- Владавина магичном чаролијом - Саида Хаџи-Дири Херзи (Прича је преузета из антологије кратких прича Савремене афричке приче, коју су Чинуа Ачебе и Ц. Л. Инес приредили 1992. године за чувеног енглеског издавача Хејнемана)

- Све се броји  - Ама Ата Ајду (Прича је преузета из збирке Нема овде сласти која садржи 11 кратких прича, објављена 1970. године)

- Добитник - Барбара Кимениј (Прича је написана у оригиналу на енглеском и преведена са енглеског језика)

- Препредености мушкараца - Салва Бакр (Прича је преузета из збирке Препредености мушкараца и друге приче која је  објављена 1993. године на енглеском језику у Америци састављена од најбољих ауторкиних текстова из разних збирки)